# 美丽密花豆
美丽密花豆（学名：Spatholobus pulcher）为豆科密花豆属下的一个种。

## 扩展阅读
- 維基物種上的相關：美丽密花豆